# Алтенхајм
Алтенхајм (фр. Altenheim) насеље је и општина у источној Француској у региону Алзас, у департману Доња Рајна која припада префектури Саверн.
По подацима из 2011. године у општини је живело 218 становника, а густина насељености је износила 80,44 становника/km². Општина се простире на површини од 2,71 km². Налази се на средњој надморској висини од 230 метара (максималној 254 m, а минималној 187 m).

## Демографија
| 1962. | 1968. | 1975. | 1982. | 1990. | 1999. | 2011. |
| ----- | ----- | ----- | ----- | ----- | ----- | ----- |
| 224   | 215   | 209   | 226   | 210   | 215   | 218   |

График промене броја становника у току последњих година